# Trévou-Tréguignec
Trévou-Tréguignec [tʁevu tʁegiɲɛk] est une commune française située dans le Trégor, dans l'actuel département des Côtes-d'Armor, en Bretagne.

## Géographie
La commune de Trévou-Tréguignec (du breton « Trev », “petite parcelle” et « Tréguignec », lieu-dit) est traversée par une vallée qui débouche au nord sur la plage de Trestel : une grande plage de sable blanc. Sur le coteau Ouest, se trouve le bourg de Trévou et sur le coteau Est, Tréguignec. Dans la vallée se trouve le château de Boisriou, au milieu des étangs et des bois. Le rivage de la commune est très diversifié avec quelques rochers curieux. Le littoral s'étend du Port-Le Goff à la limite de Trélévern pour aller au Port-du-Royau près des dunes de Port-Blanc.
Deux plages sont situées sur la commune : la plage du « Royau » et la plage de Trestel (en breton, traezh veut dire sable). Cette dernière, très réputée, attire chaque année bon nombre d'estivants et a également arboré le Pavillon Bleu d'Europe de 1998 à 2004. Il l'arbore à nouveau chaque année depuis 2015 grâce aux efforts réalisés pour préserver l'environnement. En outre, un centre de rééducation hélio-marin y est également installé. Ce Centre est aujourd'hui un Centre de Rééducation et de Réadaptation Fonctionnelles Une autre petite plage est surnommée la « plage aux choux » en raison des choux de mer (Crambe maritime) qui poussent sur la grève de galets qui la surplombe.
La plage de Trestel a une exposition très favorable pour la pratique de la planche à voile et a accueilli le championnat de France de funboard en octobre-novembre 1990 et est aujourd'hui très prisée des surfeurs et kite-surfeurs. Des séances de longe-côte ont lieu plusieurs fois par semaine. La Municipalité dirigée par Pierre Adam a inauguré le 2 juillet 2021 un pôle nautique qui abrite le matériel du club de surf, le bureau des animations et l'office de tourisme.
Le site de la commune est consultable sur trevou-treguignec.bzh 
| La Manche | La Manche         | La Manche |
| Trélévern | Trévou-Tréguignec | Penvénan  |
|           | Camlez            |           |

### Particularités
- Le littoral de Trévou-Tréguignec compte de nombreux espaces sensibles décrits par le professeur Jean-Pierre Pinot dans son ouvrage La Gestion du littoral[2]. Le professeur a étudié un ensemble de « queues de comète » caractéristiques du littoral trévousien. Une queue de comète est une accumulation de sédiments en position d'abri derrière un écueil, un îlot ou une île.
- Le marais de Trestel est aussi un milieu original qui a fait l'objet d'une étude de Mohamed Alhassanpour le compte du Conseil général des Côtes-d'Armor : Le Marais de Trestel : un milieu original - Contribution au diagnostic écologique et projet de valorisation par la création d'itinéraires de promenade (années 2002-2004). Ce marais a également été étudié au moment de l'enquête Natura 2000 (existence d'habitats d'intérêt communautaire à préserver). Des passerelles en bois permettant l'accès au marais pour les PMR ont été inaugurées le 1er septembre 2017.
- À l'ouest de la plage de Trestel, on peut observer une formation géologique très caractéristique : un filon de dolérite[3].

### Hydrographie
Pour un article plus général, voir Réseau hydrographique des Côtes-d'Armor.
La commune est située dans le bassin Loire-Bretagne. Elle est drainée par le ruisseau de Kergouanton,.

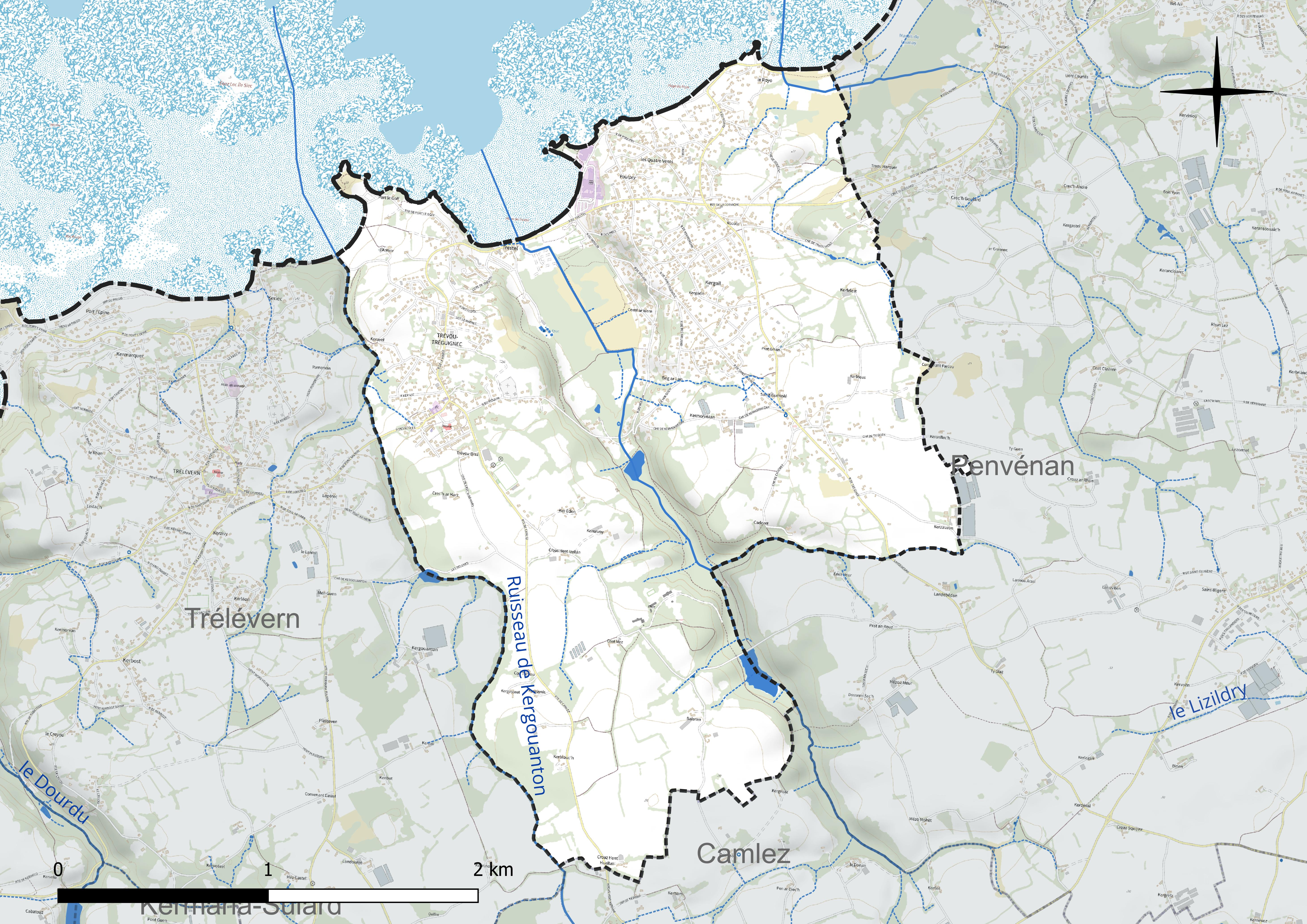
Réseau hydrographique de Trévou-Tréguignec.

### Climat
Pour des articles plus généraux, voir Climat de la Bretagne et Climat des Côtes-d'Armor.
En 2010, le climat de la commune est de type climat océanique franc, selon une étude du CNRS s'appuyant sur une série de données couvrant la période 1971-2000. En 2020, Météo-France publie une typologie des climats de la France métropolitaine dans laquelle la commune est exposée à un climat océanique et est dans la région climatique  Finistère nord, caractérisée par une pluviométrie élevée, des températures douces en hiver (6 °C), fraîches en été et des vents forts. Parallèlement l'observatoire de l'environnement en Bretagne publie en 2020 un zonage climatique de la région Bretagne, s'appuyant sur des données de Météo-France de 2009. La commune est, selon ce zonage, dans la zone « Littoral », exposée à un climat venté, avec des étés frais mais doux en hiver et des pluies moyennes.  
Pour la période 1971-2000, la température annuelle moyenne est de 11,2 °C, avec  une amplitude thermique annuelle de 9,8 °C. Le cumul annuel moyen de précipitations est de 840 mm, avec 15,2 jours de précipitations en janvier et 7,4 jours en juillet. Pour la période 1991-2020, la température moyenne annuelle observée sur la station météorologique la plus proche, située sur la commune de Perros-Guirec à 6 km à vol d'oiseau, est de 12,3 °C et le cumul annuel moyen de précipitations est de 855,1 mm,. Pour l'avenir, les paramètres climatiques de la commune estimés pour 2050 selon différents scénarios d’émission de gaz à effet de serre sont consultables sur un site dédié publié par Météo-France en novembre 2022.

## Urbanisme

### Typologie
Au 1er janvier 2024, Trévou-Tréguignec est catégorisée commune rurale à habitat dispersé, selon la nouvelle grille communale de densité à 7 niveaux définie par l'Insee en 2022.
Elle appartient à l'unité urbaine de Lannion, une agglomération intra-départementale dont elle est une commune de la banlieue,. Par ailleurs la commune fait partie de l'aire d'attraction de Lannion, dont elle est une commune de la couronne,. Cette aire, qui regroupe 40 communes, est catégorisée dans les aires de 50 000 à moins de 200 000 habitants,.
La commune, bordée par la Manche, est également une commune littorale au sens de la loi du 3 janvier 1986, dite loi littoral. Des dispositions spécifiques d’urbanisme s’y appliquent dès lors afin de préserver les espaces naturels, les sites, les paysages et l’équilibre écologique du littoral, tel le principe d'inconstructibilité, en dehors des espaces urbanisés, sur la bande littorale des 100 mètres, ou plus si le plan local d’urbanisme le prévoit.

### Occupation des sols
L'occupation des sols de la commune, telle qu'elle ressort de la base de données européenne d’occupation biophysique des sols Corine Land Cover (CLC), est marquée par l'importance des territoires agricoles (49,3 % en 2018), en diminution par rapport à 1990 (50,9 %). La répartition détaillée en 2018 est la suivante : 
zones agricoles hétérogènes (29,2 %), zones urbanisées (28,7 %), terres arables (20,1 %), forêts (14,9 %), milieux à végétation arbustive et/ou herbacée (5 %), espaces ouverts, sans ou avec peu de végétation (1,8 %), zones humides côtières (0,3 %). L'évolution de l’occupation des sols de la commune et de ses infrastructures peut être observée sur les différentes représentations cartographiques du territoire : la carte de Cassini (XVIIIe siècle), la carte d'état-major (1820-1866) et les cartes ou photos aériennes de l'IGN pour la période actuelle (1950 à aujourd'hui).

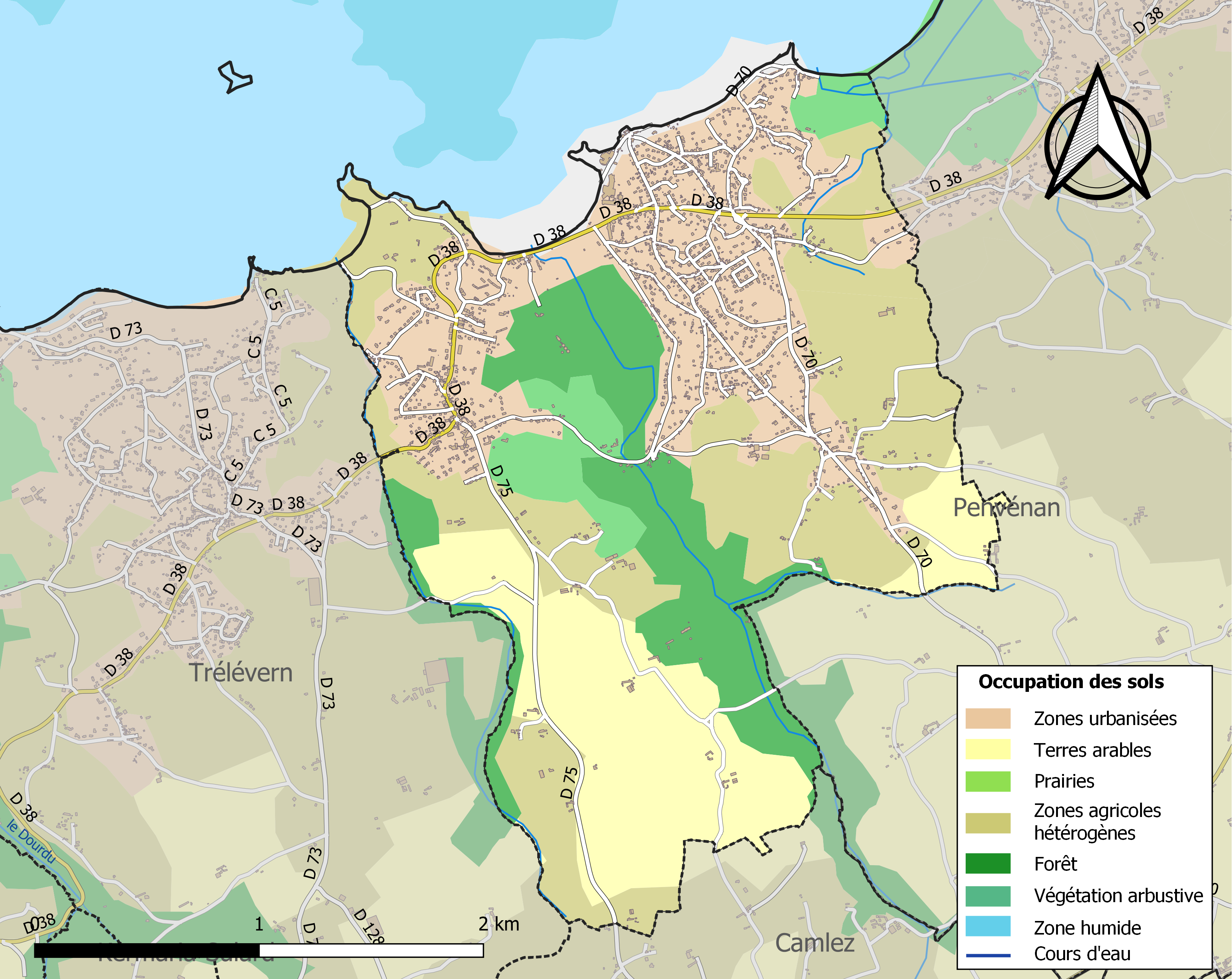
Carte des infrastructures et de l'occupation des sols de la commune en 2018 (CLC).

## Toponymie
Le nom de la localité et attesté sous les formes Trevou vers 1330 et à la fin du XIVe siècle, Tresvou en 1405, Trevou en 1427, Trevo et Treff de Guynec en 1464, Trevou et Guignec en 1464, Trévou au XVIIe siècle, Trévou-Tréguinec dès 1671 et enfin Trévou-Tréguignec au XVIIIe siècle.
Trévou tire son nom de la famille du Trevou aujourd’hui éteinte,.
Tréguignec contient quant à lui tré, lieu habité, village, et un hagionyme, saint Gwinieg.
an Trevou ou an Treo en breton.

## Histoire
Les deux villages, Trévou et Tréguignec, fusionnèrent en 1671 et devinrent commune indépendante en 1790.

### Incendie au château de Boisriou
Dans la nuit de Noël 1713, Marguerite Le Goff, servante au château de Boisriou, s’éclairant avec un tison (en l’absence de ses maîtres et en dépit de leur interdiction d'utiliser ce procédé) met le feu dans le pavillon neuf. L’incendie cause de gros dégâts.

### Le comte du Trévou enfermé auChâteau du Taureau
En 1902, Prosper Hémon publie une brochure sur Sébastien du Trévou, un lieutenant de vaisseau, commandant de la corvette Le Papillon en 1787 et 1788. Les démêlés du Comte du Trévou avec son équipage le firent enfermer au château de Taureau d’où il voulut s’évader. Son corps fut retrouvé fracassé sur les rochers de Plougasnou,.

### Le dernier évêque de Tréguier se réfugie au château de Boisriou
Auguste-Louis-Marie Le Mintier naît à Sévignac le  28 décembre 1728. Docteur en théologie en 1757, grand-vicaire à Saint-Brieuc de 1766 à 1769, puis à Rennes de 1769 à 1786, il sera le dernier évêque de Tréguier (en 1786). Il publie à Morlaix le 14 septembre 1789 un mandement qui sera considéré comme réactionnaire. Il prend aussi position contre la constitution civile du clergé et doit émigrer à Jersey en 1791.
En février 1791, il se réfugie au château de Boisriou à Trévou-Tréguignec avant de s’embarquer pour Jersey à bord d’un bateau de pêche.
Il meurt à Londres, chez Mme de Catuélan-Le Merdy, le 21 janvier 1801,.

### Trévou, succursale de la cure dePerros-Guirec
Par ordonnance royale du 23 juin 1842, Trévou-Tréguignec a été érigé en succursale de la cure de Perros-Guirec et ainsi enlevé au territoire de la succursale de Trélévern.

### Trestel, station balnéaire depuis leXXesiècle

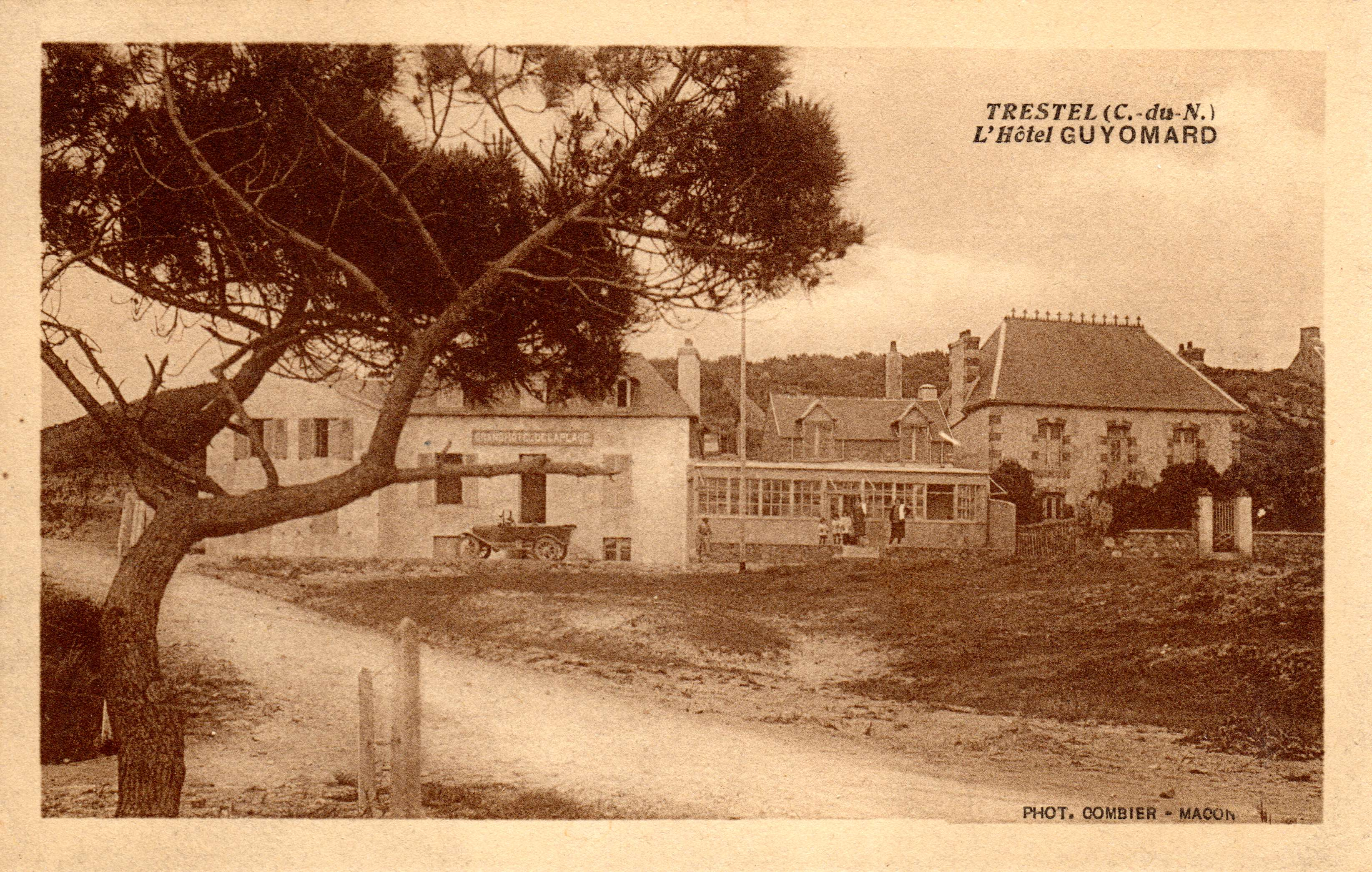
Le grand hôtel de la plage ou hôtel Guyomard.

Au début du XXe siècle, la plage de Trestel va changer de visage avec la construction de nombreux hôtels et villas.
L'inauguration du Grand Hôtel Casino de la Mer, le  7 août 1910, a fait l'objet d'une série de cartes postales éditées par Eugène Lageat. Ce jour-là, il y a foule sur la plage de Trestel pour assister aux nombreuses animations : courses de bicyclettes, mât de cocagne, feu d'artifice et bal populaire. Cet hôtel, parfois appelé Hôtel Thomas, Hôtel Kermor ou encore Grand café de la Mer, a été détruit dans les années 1950 pour permettre l'extension du sanatorium.
L'imposante « villa Postel » construite au bord de la plage du Royau a été occupée par les Allemands pendant la Seconde Guerre mondiale et détruite avant leur départ.
La Villa des Flots, à vendre à l'amiable en juillet 1905, est mise aux enchères pour 25.000 francs en 1906, puis encore à vendre en avril 1920 avec 3 hectares 15 ares. L'Hôtel des Flots exploité par la famille Feuillet a été racheté par la ville de Vincennes pour y installer une colonie de vacances pendant de très nombreuses années.
Le Grand Hôtel de la Plage est à vendre en 1910, puis exploité par la famille Nédélec. Le dimanche 19 avril 1914, un accident léger entre la limousine du marquis de C..., en villégiature à Trestel, et l'automobile transportant le notaire de Perros-Guirec a lieu dans la côte de Trestel, en face de la villa que fait construire M. de Boisriou. Pour se remettre de leurs émotions, le Marquis alla « prendre un cordial » avec les dames à l'hôtel de Mme Nédélec. L'hôtel est à vendre par adjudication le 1er juillet 1914.
Le mobilier de l'hôtel (dont 29 lits à deux personnes, 13 lits à une personne, un superbe fourneau, une grande lessiveuse mécanique...) est mis en vente le dimanche 29 juin 1919. C'est dans cet hôtel que s'installe le sanatorium en 1921. Le bâtiment a été détruit récemment[Quand ?] pour permettre la construction du nouveau Centre de rééducation et de réadaptation fonctionnelles en milieu marin.
Ces hôtels et autres maisons de villégiature font l'objet de publicité dans les publications locales, comme principalement dans L'Ouest-Éclair :
- Juillet 1907, juillet 1908 et juin 1909 : Trévou-Tréguignec, gare Lannion...) Hôtel des Touristes, Le Joncour, propriétaire..."[37]. Juillet 1909 : « plage de Trestel, à Trévou-Tréguignec, Hôtel des Touristes, prix très modérés »
- D'août à octobre 1910 : « L'Hôtel de la Plage, de Trestel, à Trévou-Tréguignec (C.-du-N.). S'y adresser. »
- Août 1910 : « Sur la splendide plage de Trestel, commune de Trévou-Tréguignec (Côtes-du-Nord), en bordure de la grève. MAISON meublée ou non, fraîchement restaurée, avec cave, vaste emplacement, champ, écuries, remise, puits avec pompe. Emplacement unique pour hôtel ou restaurant. Facilité de paiement. On louerait au besoin pour plusieurs années à personne désirant tenir restaurant. Pour tous renseignements, s'adresser à Me TEURTRIS". »
- Août 1911 : « ADJUDICATION dimanche 20 août 1911, à 2 h. 1/2 de : Au Trévou-Tréguignec, près Perros-Guirec (Côtes-du-Nord), plage de Trestel. VILLA MEUBLEE élevée sur cave, ayant vestibule et 4 pièces au rez-de-chaussée. 4 chambres, cabinet de toilette et W.-C. à l'étoffe, jardin, puits avec pompe, kiosque et poulailler. Superficie, 600 mètres, vue superbe sur la haute mer et les Sept-Îles »
- Juillet 1913 : « Le samedi 12 juillet 1913, il sera procédé, à la Mairie de Trévou-Tréguignec, par Me AUTRET, notaire, à la vente aux enchères publiques des biens ci-après : (...) 1° Une belle villa neuve dite villa Maritime avec 2.500 m² de terrain située à 200 mètres de la jolie plage de Trestel. (...) 1° Vieux bâtiments de ferme (...) terrain baigné par la mer (...) 2° 12.500 m² de terrain situé près de la même plage, propre à la construction. (...) Tous les terrains ci-dessus sont d'un bel avenir, et conviennent admirablement pour la spéculation ».

Même certaines structures parisiennes créent alors des colonies de vacances pour leurs enfants : c'est le cas de la paroisse de l'Immaculée Conception de Paris qui organise les dimanche 14 et 21 juin 1914 des représentations théâtrales « au profit de la Colonie de Vacances établie pour la première fois au Trévou (plage de Trestel) (Côtes-du-Nord) ». Cette année-là, 2 séjours de 3 semaines sont organisés en juillet et en août, la participation aux frais est de 45 francs. Les colons doivent emporter une paire d'espadrilles pour la plage, mais les enfants recevront à la colonie un chapeau de paille. La colonie est accueillie par les sœurs du Saint-Esprit. Des jeux divers sont organisés « sur l'immense plage de Trestel ».
Il devient de bon ton de passer l'été au bord de la mer : en août 1912, Rossignol de Fargues se déclare "en villégiature à Trestel" en tant qu'abonné du Gaulois, en août 1920, M. de Coutilloles d'Angleville se déclare « en villégiature à Trestel-en-Trévou » en tant qu'abonné à l'Action Française.
Ce charme pittoresque est parfois assombri par les marées noires qui ont touché les côtes nord de la Bretagne. Après la catastrophe du Torrey Canyon en 1967, les bénévoles ont nettoyé plus de 140 tonnes de mazout en 24 heures sur les plages de Trestel et de Port-Blanc.

#### Communications
Ce développement n'aurait pas été possible sans la réfection et la construction d'infrastructures routières. En juillet 1907 sont inaugurées les dernières centaines de mètres de route carrossable pour atteindre la plage de Trestel depuis Saint-Guénolé. L'inauguration le 14 juillet sera l'occasion d'un « bal champêtre et musique au gramophone ».
En 18 juillet 1912, le Syndicat d'Initiative des Plages (siégeant à Lannion) vote à l'unanimité la « demande d'amélioration des routes d'accès à la plage de Trestel, détériorées par défaut d'entretien ».
En janvier 1913, le chemin du Bourg à la plage de Trestel est classé en petite vicinalité, ce qui commence à reconnaître son intérêt, notamment touristique.

### Incendie de l'église de Trévou

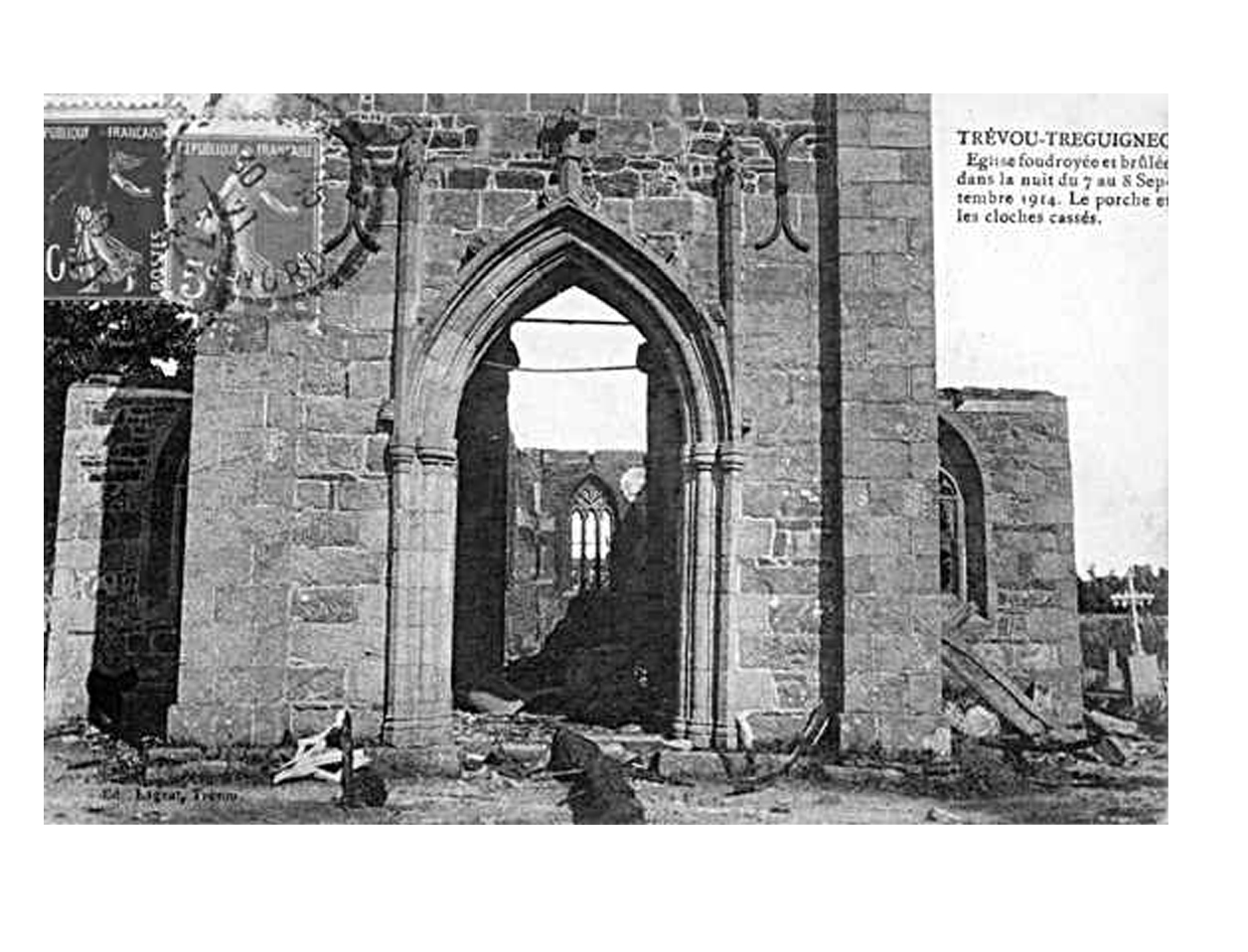
Vue de l'église foudroyée en 1914

Dans la nuit du 7 au 8 septembre 1914, la foudre détruit l’église Saint-Samson construite en 1848. Voici ce qu’écrit Benjamin Jollivet en 1856 :
« L’église est un gracieux édifice gothique, construit de nos jours au moyen de dons tout spontanés des habitants peu riches de cette petite paroisse. Mais il était temps de remplacer l’ancien temple, ou plutôt cette sorte de crypte sombre, aux murs lézardés, qui en tenait lieu.
Tout est parfaite harmonie dans cette église, dont l’unique transept est éclairé par deux élégantes verrières flamboyantes. Le portail ouvrant sur la façade orientale de la tour est remarquable par sa hauteur, par la profondeur et le relief de ses moulures. À l’intérieur, on admire le maître-autel dont le coffre est orné de niches avec clochetons, dans lequel l’artiste a placé Notre-Seigneur et les Évangélistes. Le retable n’est pas moins remarquable par ses dais, ses frises et ses tympans gothiques. Il s’élève gracieusement jusqu’à la hauteur du lambris, sans masquer la maîtresse-vitre. Enfin la chaire, les bancs, le catafalque, les grilles, tout en un mot dans cette petite église mérite de fixer les regards. »
Le  16 mars 1924 fut bénie la première pierre de la nouvelle église. Le  14 mars 1926, fut bénie la nouvelle église Saint-Samson. La paroisse de Trévou-Tréguignec, enclavée dans l'évêché de Tréguier faisait partie du doyenné de Lannion relevant de l'évêché de Dol-de-Bretagne et était sous le vocable de saint Samson.

### Sanatoriummarin de Trestel

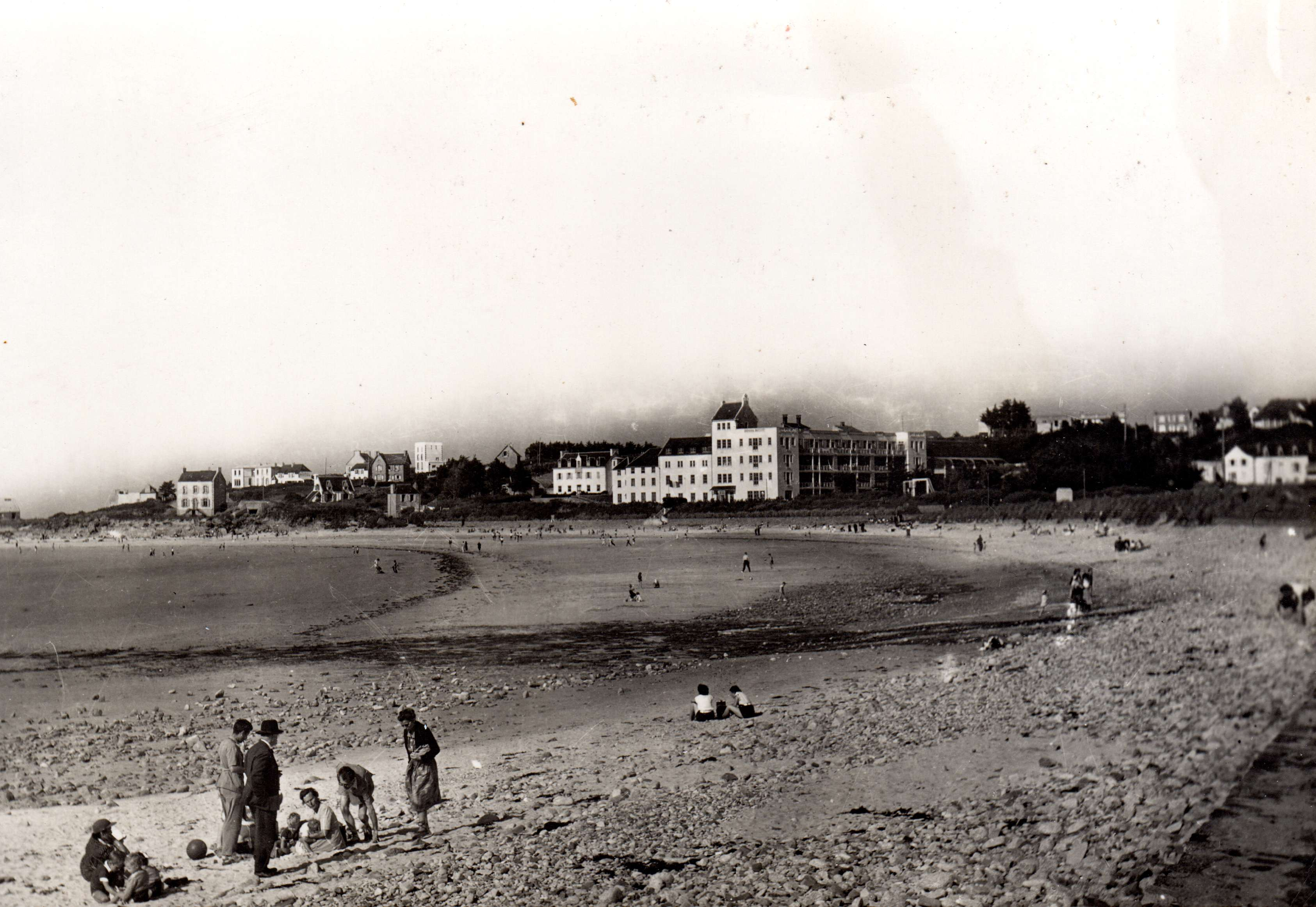
Vue de la plage de Trestel. Au fond le Sanatorium marin

Le 24 décembre 1921, le sanatorium marin de Trestel ouvrit dans un hôtel déjà existant. Il est fondé par « L'Œuvre antituberculeuse pour le traitement des tuberculoses externes et les affections relevant de la cure hélio-marine ».
Le 29 décembre 1925, Arsène-Ernest Etesse, médecin-chef de l'hôpital de Tréguier, ensuite conseiller municipal, maire et adjoint de Tréguier entre 1929 et 1971, est nommé chevalier de la Légion d'Honneur, notamment pour "d'admirables résultats dans l'organisation du sanatorium de Trestel dans la lutte antituberculeuse".
En janvier 1925, la première pierre est posée par Justin Godart, ministre de l'Hygiène, entouré de Paul Le Troadec, Fernand Rabier et Gustave de Kerguezec, sénateurs. Le sanatorium est alors réservé aux Pupilles de la Nation.
Le 20 avril 1929 eut lieu la réception définitive des bâtiments dont la construction avait commencé en 1924.
La plaquette de présentation réalisée en septembre 1929 indique que : « Sont admis les enfants des deux sexes âgés de 3 à 17 ans inclus atteints de lésions tuberculeuses des os, articulations, ganglions ne présentant aucune lésion pulmonaire.
La toiture de l'établissement forme une vaste terrasse qui domine toute la région et la plage. Elle sert pour les cures d'insolation totale et pour les exercices de culture physique. L'ancien sanatorium (l'ancien hôtel) devenu annexe sert de lazaret. L'établissement est en outre pourvu de magasins d'approvisionnement, d'une porcherie, d'un poulailler, etc. De vastes terrains de culture permettent les approvisionnements en légumes frais. Un service d'eau spécial avec captation de nappes souterraines amène l'eau jusque sur les terrasses. La construction est entièrement en ciment armé. La classe a lieu en plein air dans la belle saison ou lorsqu'il fait mauvais dans un local vaste et aéré avec de larges baies ouvrant sur la mer ».
Dans les années 1930, l'Office Départemental des Combattants a installé "comme les années dernières" une colonie de vacances de 45 enfants pupilles en 1937, 50 en 1939 choisis parmi les dispensaires d'hygiène.
Des photographies de l'établissement sont présentées à la Foire de Rennes dans le Pavillon de l'Hygiène sur le stand de l'Office anti-tuberculeux d'Ille-et-Vilaine en avril 1936.
L'administration insère des encarts dans la presse pour informer que le sanatorium reste ouvert, dirigé par le docteur Auregan en octobre 1939 et par le docteur Fitte, médecin-directeur, en septembre 1940, ce dernier ayant été démobilisé.
L'établissement fonctionnera en tant que tel jusqu'au milieu des années 1950 où s'amorce une reconversion des activités.
Le groupe scolaire Henri-Avril sera pour sa part inauguré le 5 novembre 1950.
En 1957, le « sana » devient Centre Hélio-Marin. Il s'oriente vers la rééducation avec la construction d'une piscine d'eau de mer chauffée.
En 1968, l'établissement est rattaché au Centre Hospitalier de Saint-Brieuc. Le service de rééducation adultes se développe.
le  1er janvier 1989, l'établissement est rattaché au Centre Hospitalier Pierre Le Damany de Lannion
Depuis, l'établissement est devenu Centre de rééducation et de réadaptation fonctionnelles en milieu marin. Une nouvelle architecture est venue donner à la plage de Trestel un autre visage à partir de 1995. L'établissement est doté aujourd'hui d'un plateau technique moderne.

### Commerces
Dans les années 1920, le débit de boissons et épicerie "Café des Baigneurs" est situé au Bourg de Trévou. Il est vendu par les époux HEDDEBAUT Félix à  Joseph HAMON et Louise CHEVALLIER le 15 septembre 1923, puis à Francis BRIAND le 20 octobre 1924.

### Lecinéma Charlot

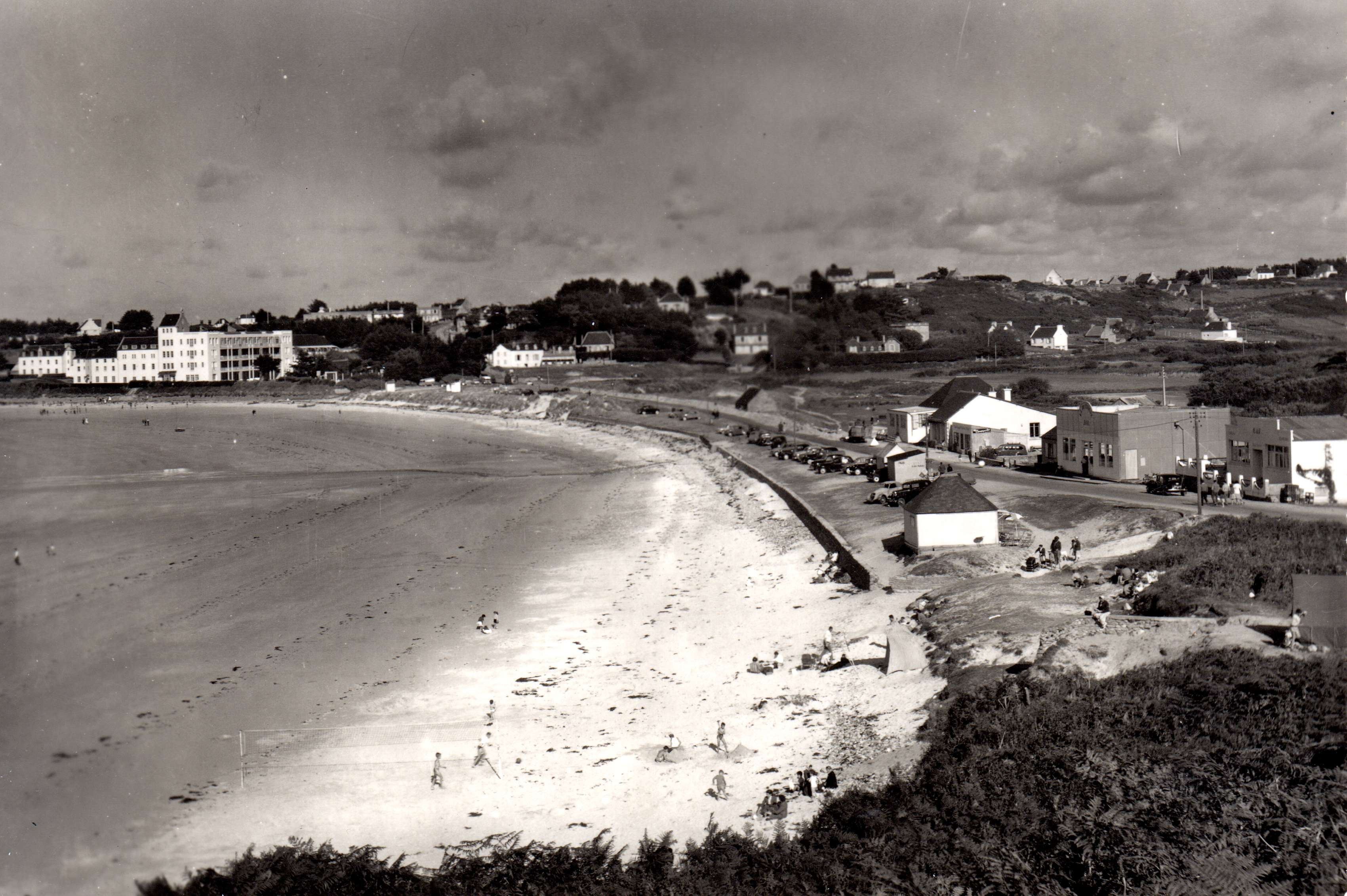
Vue de la plage de Trestel (le bar "Chez Charlot" est à droite de la vue, au bord de la route)

Charles Le Carvennec dit Charlot a commencé sa vie professionnelle dans la menuiserie. Mais la crise des années 1930 et le chômage vont le contraindre rapidement à changer de voie. Alors, en 1933, il décide d'ouvrir un estaminet 48° 49′ 10″ N, 3° 21′ 20″ O au bord de la plage de Trestel. Un an après, il ouvre une piste de danse. Quelque temps après, une équipe de projectionnistes allemands employés par une grande firme viennent y projeter Les Enfants du paradis. Charlot décide alors d'acheter lui-même un projecteur : un appareil Pathé Nathan pour passer des films en 17,5 mm, le format de l'époque. Ainsi commencent 30 années de cinéma ambulant dans le Trégor. À la Libération, Charlot échange son vieil appareil contre un projecteur 16 mm Debrie. Jusqu'en 1969, il va projeter ce qui allaient devenir les grands classiques du cinéma et cela à travers les campagnes trégorroises.

### Légendes
On a rapporté que:
Auprès du Port-Blanc, dans la grève, à la limite de Penvenan et de Trévou-Tréguignec, est un îlot très sauvage appelé Bruck (l'inculte, le sauvage), tout entouré d'écueils dangereux. C'est la demeure de mauvais génies qui y attirent les navires pour les perdre. La mer y est toujours en furie, et la nuit entre les rochers on voit des fantômes et des personnages armés de haches qui semblent guetter les navires naufragés. De Bruck à Trestel, sur une étendue d'une demi-lieue, la côte est maudite. Naguère personne ne s'y hasardait la nuit, et les douaniers mêmes redoutaient d'y passer. Un dicton breton constate la mauvaise renommée de ce passage :
Hen tre Bruck ha Trestel, He ma belly an drouk-Aael ; Hen tre Bruck hag an Treo, He ma belly an Diaolo.
Entre Bruck et Trestel — Est le domaine du mauvais ange. — Entre Bruck et le Trevou — Est le domaine des diables.
Les personnes qui passent même de jour par ce lieu maudit se signent avant d'y entrer et craignent quelque effrayante apparition. Sur l'un des rochers on montre la trace des pieds du cheval du diable.
(Communication de M. Le Calvez).
ainsi que:
Les marins de Tréguier croient que la cité de Grallon n'était pas à Douarnenez, mais dans leur voisinage. Au dire des habitants de Penvénan et des pays voisins, la ville d'Is était située à l'endroit où se trouve maintenant la grève désolée de Trestel ; les empreintes qu'on voit sur un des rochers de la côte sont pour les uns les fers du cheval du diable, pour les autres ceux du roi Grallon. Quelquefois on entend sonner sous les flots les cloches de la ville disparue. Une autre tradition trécorroise rapporte qu'une grande cité existait autrefois à l'endroit où sont maintenant les récifs des Triagos.
(Comm. de M. Le Calvez).

## Héraldique
|  | Les armes de la commune se blasonnent ainsi : D'argent à un léopard de sable accompagné de 6 merlettes du même, posées en orle. |

## Politique et administration

### Liste des maires
| Période                                  | Période                 | Identité                             | Étiquette | Qualité |
| ---------------------------------------- | ----------------------- | ------------------------------------ | --------- | --- |
| Les données manquantes sont à compléter. |                         |                                      |           | |
| 1808                                     | novembre 1815 (décès)   | Rolland Pasquiou (1745-1815)         |           | Notaire royal, receveur et procureur fiscal |
| février 1816                             | août 1828 (décès)       | Louis Pasquiou (1784-1828)           |           | Cultivateur, propriétaire |
| janvier 1829                             | mars 1839 (décès)       | Pierre Pasquiou (1782-1839)          |           | Cultivateur, ancien notaire royal Conseiller général de Perros-Guirec (1833 → 1839) Maire de Louannec (1814 → 1817) Fils de Rolland Pasquiou et frère du précédent |
| 1840                                     | 1847                    | Tugdual Dagorn (1810-1850)           |           | Cultivateur |
| 1848                                     |                         | Jean Perrin                          |           | Cultivateur |
| mai 1853                                 | 1865                    | Jacques Lourec (1797-1867)           |           | Cultivateur |
| Les données manquantes sont à compléter. |                         |                                      |           | |
| ca. 1937                                 |                         | Jean-Marie Le Marrec                 |           | |
| octobre 1947                             | mars 1965               | Henri de Boisriou (1900-1975)        | Rép.ind.  | |
| mars 1965                                | mars 1971               | Robert Tourneux                      |           | |
| mars 1971                                | janvier 1975 (décès)    | Henri de Boisriou (1900-1975)        |           | |
| février 1975                             | mars 1977               | Louis Le Roy                         |           | |
| mars 1977                                | juillet 1989 (décès)    | Yves de Boisriou (1933-1989)         |           | |
| septembre 1989                           | juillet 1997 (décès)    | Hervé de Boisriou (1929-1997)        | DVD       | Publicitaire, frère du précédent |
| septembre 1997                           | mars 2001               | Paul Zampèse (1930-2011)             | Centriste | Ingénieur retraité |
| mars 2001                                | mars 2008               | Marie-Louise Le Morzadec (1941-2019) | PS        | Institutrice puis psychologue scolaire |
| mars 2008                                | mars 2014               | Alain Ernot                          | PS        | Directeur de Mission locale |
| mars 2014                                | En cours (au mars 2026) | Pierre Adam                          | DVD       | Agriculteur |

### Élections municipales

#### 1947
Le 19 octobre 1947, la liste de Défense Républicaine et de Progrès Social présente les candidats suivants :
1. de BOISRIOU Henri, indépendant (347 voix)
2. BIHANNIC François, Républicain indépendant (340 voix)
3. Docteur DURAND, indépendant (260 voix)
4. GOUARDOU Roger, M.R.P. (285 voix)
5. MAREC François, M.R.P. (287 voix)
6. LE VEY Henriette, M.R.P. (224 voix)
7. THOMAS Jean, M.R.P. (270 voix)
8. ADAM Yves, M.R.P. (254 voix)
9. PIERRÈS François, Républicain indépendant (246 voix)
10. HAMON Dominique, Républicain indépendant (260 voix)
11. HOCHET Armand, R.P.F (251 voix)
12. LE BIDEAU Ves, Socialiste indépendant (217 voix)
13. LE BAIL Joseph, Républicain indépendant (295 voix)

On remarquera le faible nombre de voix obtenu par la seule femme se présentant sur cette liste.

#### 1953
Le 26 avril 1953, la liste de Défense des Intérêts Communaux présente les candidats suivants :
1. de BOISRIOU Henri, rép. ind.
2. BIHANNIC François, rép. ind.
3. LE MAREC François, rép. ind.
4. LE ROY Louis, rad. soc.
5. GOARDOU Roger, M.R.P
6. LE THOMAS Jean, rép. ind.
7. HAMON Dominique, rép. ind.
8. BALCOU Emile, rép. ind.
9. BOURLON Alexandre, rép. ind.
10. LE VEY Emile, rép. ind.
11. OLLIVIER Félix, rép. ind.
12. PIERRÈS Yves-Marie, rép. ind.
13. ZAMPÈSE Michel, rép. ind.

La liste complète est élue au 1er tour.

### Jumelages
Au 1er août 2021, Trévou-Tréguignec est jumelée avec :
- Lans-en-Vercors (France) depuis 2021[63],[64].

## Démographie
L'évolution du nombre d'habitants est connue à travers les recensements de la population effectués dans la commune depuis 1793. Pour les communes de moins de 10 000 habitants, une enquête de recensement portant sur toute la population est réalisée tous les cinq ans, les populations de référence des années intermédiaires étant quant à elles estimées par interpolation ou extrapolation. Pour la commune, le premier recensement exhaustif entrant dans le cadre du nouveau dispositif a été réalisé en 2004.

En 2022, la commune comptait 1 581 habitants, en évolution de +18,07 % par rapport à 2016 (Côtes-d'Armor : +1,78 %, France hors Mayotte : +2,11 %).
| 1793 | 1800 | 1806 | 1821 | 1831 | 1836 | 1841 | 1846 | 1851 |
| ---- | ---- | ---- | ---- | ---- | ---- | ---- | ---- | ---- |
| 572  | 525  | 644  | 704  | 707  | 826  | 885  | 950  | 982  |

| 1856 | 1861 | 1866 | 1872 | 1876 | 1881  | 1886  | 1891  | 1896  |
| ---- | ---- | ---- | ---- | ---- | ----- | ----- | ----- | ----- |
| 937  | 929  | 980  | 981  | 982  | 1 016 | 1 034 | 1 004 | 1 017 |

| 1901 | 1906 | 1911 | 1921 | 1926 | 1931  | 1936  | 1946  | 1954  |
| ---- | ---- | ---- | ---- | ---- | ----- | ----- | ----- | ----- |
| 855  | 952  | 989  | 911  | 965  | 1 064 | 1 133 | 1 281 | 1 327 |

| 1962  | 1968  | 1975  | 1982  | 1990  | 1999  | 2004  | 2006  | 2009  |
| ----- | ----- | ----- | ----- | ----- | ----- | ----- | ----- | ----- |
| 1 154 | 1 059 | 1 218 | 1 266 | 1 210 | 1 144 | 1 371 | 1 414 | 1 427 |

| 2014  | 2019  | 2022  | - | - | - | - | - | - |
| ----- | ----- | ----- | - | - | - | - | - | - |
| 1 311 | 1 483 | 1 581 | - | - | - | - | - | - |

## Personnalités liées à la commune
- Jean Mordreuc né à Trévou-Tréguignec en 1908. Jean Pépin résida plus tard à Ploumanac'h puis à Pleudihen près de Dinan. Il est l'auteur d'au moins trois romans : Le Retour (An Distro, 1956), Le Charognard (1957), La Condamnation (1961). Dans Épaves, il met en scène les travailleurs de la mer. An Distro se déroule sur la Côte de granit rose et c'est la raison pour laquelle ses compatriotes ont donné ce nom au bateau de sauvetage de Trestel.
- Eugène Lageat, photographe et éditeur de cartes postales

- Lucien-Marie Le Gardien, peintre

- Joseph Le Gorrec, décédé à Lannion vers 1926 à la suite d'un accident de la route, plus connu sous le nom de Canan ou encore Kanamm[69] (cf cartes postales Eugène Lageat). Personnage de légende sourd et muet et qui devait son nom à son grognement. Il allait de pardons en pardons et vivait de la charité publique. Édouard Ollivro lui a consacré un chapitre de son roman Picou fils de son père. Le personnage a été également cité dans Sophie de Tréguier, le roman d'Henri Pollès.
- Gustave Prigent, dit Dall an Treou, violoneux aveugle décédé en 1940[70]. Gustave Prigent habitait au bourg du Trévou et animait bals et mariages. Il jouait souvent du violon non loin de chez lui, assis près du calvaire, ou encore à l'entrée de la plage. Il vivait principalement de la charité publique.

## Lieux et monuments
- Église Saint-Samson.

### Allée couverte du Coat-Mez
La ferme de Coat-Mez non loin du château de Boisriou conserve les restes d'une allée couverte.

### Plage de Trestel
La plage de Trestel semble avoir été une conquête faite par la mer. On y trouve en effet des restes d'une forêt devenue sous-marine. Benjamin Jollivet explique que la plage était plantée autrefois d'arbres de haute fûtaie. « Partout, en effet, à de très petites profondeurs (de 60 à 80 centimètres) on découvre des troncs d'aulnes ou de chênes que les habitants exploitent et vendent. Chaque jour, une population malheureuse, la pioche à la main, fouille la plage en tous sens et en retire tantôt des fragments, tantôt des arbres séculaires tout entiers. Les prairies qui avoisinent la grève et qui sans doute touchaient à ce bois ou forêt, s'appellent Pen-ar-Guern, trois mots bretons qui signifient tête ou commencement de l'aulnaie. Tout confirme donc l'existence d'un bois, dans les temps reculés, là où la mer règne aujourd'hui en souveraine ».

### Manoir de Baloré (XVe–XVIesiècle)
Le manoir de Baloré fut à l’origine le fief des seigneurs du même nom qui blasonnaient « De sable à un château d’or, sommé de trois tourillons de même » (Le Borgne, armorial, 1667). Cette famille se fondit dans celle du Trévou, seigneurs du manoir voisin du Trévou-Bras. Celle-ci portait « D’argent au léopard de sable, accompagné de six merlettes du même posées en orle ». La devise de la famille est « Pa garro Doué » (« Quand il plaira à Dieu »). Plusieurs personnages ont illustré l’histoire de cette famille.
- En 1418, Yves du Trévou accompagne le duc de Bretagne dans son voyage en France.
- En 1477, Olivier épouse Guillemette de Quélen.
- En 1629, Jean du Trévou, conseiller du Roy, sénéchal de Lannion.
- En 1642, René du Trévou, son fils, est lieutenant général de l’Amirauté, au siège de Lannion.
- En 1670, le Père du Trévou, jésuite, est confesseur de Monsieur, frère de Louis XIV.
- En 1689, un du Trévou est page du Roy.
- En 1753, un du Trévou est lieutenant aux gardes françaises.
- En 1758, Joseph du Trévou combat à Saint-Cast.
- Deux lieutenants de vaisseau de cette famille prennent part à la guerre d’indépendance de l’Amérique : l’un à bord du « Vaillant », l’autre à bord du « Jason ».
- Sébastien du Trévou commande « Le Papillon » (voir Histoire).
- La famille du Trévou habite le château de Traofeunteuniou, à Ploujean, en 1755, lorsqu’elle met en vente le manoir de Baloré. Le manoir est acquis –fonds et droits convenanciers – par Monsieur Louis Pasquiou, notaire royal à Kergouanton, manoir voisin de Trélévern. Le manoir est depuis resté dans la même famille.
- En 1795, un du Trévou, lieutenant de vaisseau, est fusillé à Quiberon.
Note : Le manoir de Baloré possédait autrefois sa propre chapelle du nom de Saint-Thérézien. En 1389, le pape accorda, par bulle, des indulgences à tous ceux qui aideraient à la restauration de cette chapelle endommagée par les guerres[73].

La silhouette de ce manoir fut pendant longtemps assez connue des écoliers. En effet, plusieurs éditions des manuels de géographie de Schrader et Gallouédec montrent une gravure du manoir avec pour légende : Une Ferme bretonne. La Bretagne de Gallouédec fait figurer la même illustration avec une légende plus précise : Le Manoir du Trévoux.
Le manoir s'ouvre sur une porte cochère de granit et sur une voûte massive adjacente à la belle teinte grise. Un peu plus loin en parallèle, d'autres voûtes et une porte cochère constituent l'entrée de la cour intérieure près du puits. Les bâtiments sont construits en équerre avec une tourelle centrale qui abrite un escalier en colimaçon desservant les différentes salles du manoir. Une très ancienne statue de Saint-Yves décorait autrefois le vestibule d'entrée. De temps immémorial, le bail stipulait qu'une bougie devait brûler devant « le protecteur du lieu », le 19 mai, jour de sa fête. Les intérieurs sont simples avec une cheminée de granite pratiquement dans chaque pièce.
Derrière le manoir, dans le jardin délimité par un mur construit en 1819, se dresse le colombier seigneurial. Non loin de là, il reste un socle où reposait un cadran solaire, du XVIIIe siècle, aujourd'hui disparu. Ce cadran portait cette mélancolique inscription : SICUT FUGIUNT HOROE, SIC VITA MEA FUGIT (« Comme fuient les heures, ainsi fuit la vie »).

### Château du Boisriou
« Cette terre noble appartenait au XVe siècle, à François de Carnavalet, sieur du Boisriou, en Trévou-Tréguignec. Ce personnage se rendit célèbre à la cour d'Henri II et de ses fils dont il avait été gouverneur. Il fut chevalier de l'ordre, grand écuyer de France, lieutenant de la compagnie des gens d'armes d'Henri III, gouverneur d'Anjou, du Bourbonnais et du Foretz.
Cette même famille Carnavalet du Boisriou a fourni un des quatre lieutenants des gardes de Louis XIV. Elle portait : argent à trois faces, accompagné de dix merlettes, le tout de sable.
En 1421, Marie du Boisriou transmettait par mariage le château du Boisriou à la famille Plusquellec.
Au XVIIe siècle, le château du Boisriou passa aux mains de Madame de Villeneuve du Louët, qui fut, grâce à cette terre, reconnue comme fondatrice de la paroisse par l'information de 1695 ».
Ce lieu a ensuite donné son nom à la famille Le Borgne de Coëtivy. Cette famille est issue d'un frère de Guy Le Borgne, l'auteur de l'Armorial Breton (1667). Cette famille a hérité du domaine du Boisriou à la suite d'un mariage de 1677 et le possède depuis cette époque.

### Chapelle deSaint-Guénolé

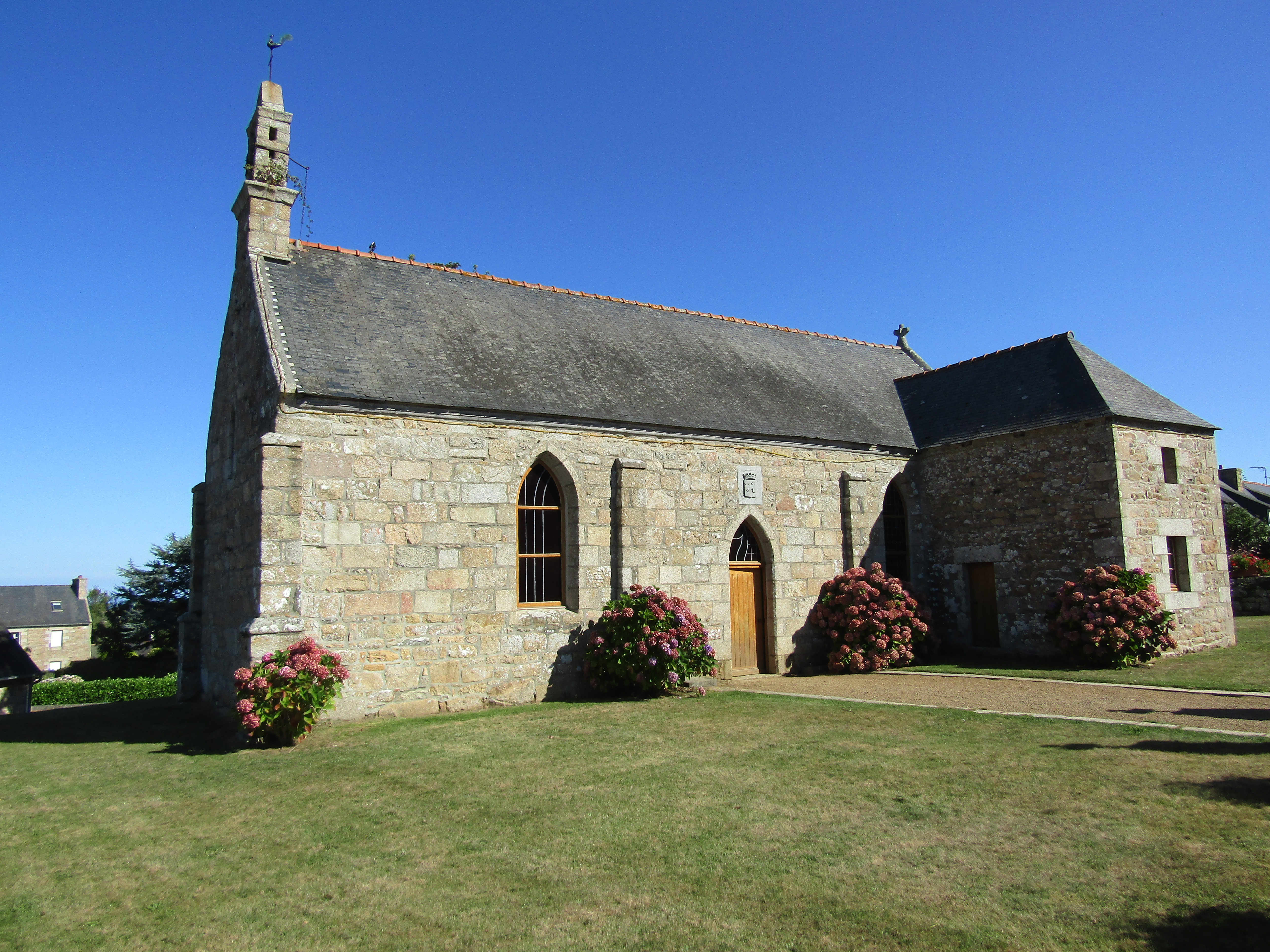
Chapelle Saint-Guénolé de Tréguignec.

La chapelle de Saint-Guénolé se situe sur le territoire de Tréguignec. Elle a été construite au XIXe siècle sur les fondations d'un édifice déjà existant. Elle renferme de très belles statues de bois polychromes dont une Vierge à l'enfant (fin du XVe), une Sainte Barbe (XVIe siècle), une Sainte Marguerite (XVIe siècle) et une Crucifixion (fin du XVe, début XVIe).

## Activités associatives
- Festival Chausse Tes Tongs[78] ;
- Deux pardons :
  - pardon du Bourg, le 2e week-end de juillet[79],
  - pardon de Saint Guénolé, le 1er week-end de septembre[80].
- des fest-noz.